# Celles-sur-Plaine
Celles-sur-Plaine és un municipi francès, situat al departament dels Vosges i a la regió del Gran Est. L'any 2007 tenia 851 habitants.

## Demografia

### Població
El 2007 la població de fet de Celles-sur-Plaine era de 851 persones. Hi havia 384 famílies, de les quals 132 eren unipersonals (52 homes vivint sols i 80 dones vivint soles), 116 parelles sense fills, 100 parelles amb fills i 36 famílies monoparentals amb fills.
La població ha evolucionat segons el següent gràfic:
Habitants censats

### Habitatges
El 2007 hi havia 574 habitatges, 385 eren l'habitatge principal de la família, 125 eren segones residències i 64 estaven desocupats. 472 eren cases i 93 eren apartaments. Dels 385 habitatges principals, 278 estaven ocupats pels seus propietaris, 100 estaven llogats i ocupats pels llogaters i 7 estaven cedits a títol gratuït; 20 tenien dues cambres, 53 en tenien tres, 82 en tenien quatre i 230 en tenien cinc o més. 276 habitatges disposaven pel capbaix d'una plaça de pàrquing. A 191 habitatges hi havia un automòbil i a 127 n'hi havia dos o més.

### Piràmide de població
La piràmide de població per edats i sexe el 2009 era:
| Homes | Edats   | Dones |
| ----- | ------- | ----- |
| 0     | 95 o +  | 0     |
| 4     | 90 a 94 | 4     |
| 8     | 85 a 89 | 24    |
| 8     | 80 a 84 | 16    |
| 12    | 75 a 79 | 24    |
| 20    | 70 a 74 | 36    |
| 20    | 65 a 69 | 24    |
| 8     | 60 a 64 | 24    |
| 16    | 55 a 59 | 8     |
| 40    | 50 a 54 | 36    |
| 28    | 45 a 49 | 44    |
| 36    | 40 a 44 | 24    |
| 48    | 35 a 39 | 28    |
| 8     | 30 a 34 | 24    |
| 24    | 25 a 29 | 12    |
| 48    | 20 a 24 | 12    |
| 20    | 15 a 19 | 48    |
| 40    | 10 a 14 | 12    |
| 28    | 5 a 9   | 36    |
| 12    | 0 a 4   | 28    |

## Economia
El 2007 la població en edat de treballar era de 519 persones, 366 eren actives i 153 eren inactives. De les 366 persones actives 306 estaven ocupades (175 homes i 131 dones) i 60 estaven aturades (23 homes i 37 dones). De les 153 persones inactives 58 estaven jubilades, 41 estaven estudiant i 54 estaven classificades com a «altres inactius».

### Ingressos
El 2009 a Celles-sur-Plaine hi havia 382 unitats fiscals que integraven 871,5 persones, la mediana anual d'ingressos fiscals per persona era de 15.143 €.

### Activitats econòmiques
Dels 24 establiments que hi havia el 2007, 1 era d'una empresa de fabricació d'elements pel transport, 1 d'una empresa de fabricació d'altres productes industrials, 4 d'empreses de construcció, 7 d'empreses de comerç i reparació d'automòbils, 1 d'una empresa de transport, 2 d'empreses d'hostatgeria i restauració, 1 d'una empresa de serveis, 5 d'entitats de l'administració pública i 2 d'empreses classificades com a «altres activitats de serveis».
Dels 9 establiments de servei als particulars que hi havia el 2009, 1 era una oficina de correu, 1 taller de reparació d'automòbils i de material agrícola, 1 guixaire pintor, 1 fusteria, 3 lampisteries, 1 perruqueria i 1 restaurant.
Dels 2 establiments comercials que hi havia el 2009, 1 era una botiga de més de 120 m² i 1 una fleca.

## Equipaments sanitaris i escolars
L'únic equipament sanitari que hi havia el 2009 era una farmàcia.
El 2009 hi havia una escola elemental.

## Poblacions més properes
El següent diagrama mostra les poblacions més properes.